# Lagoa Bonita do Sul
Lagoa Bonita do Sul est une municipalité brésilienne située dans l'État du Rio Grande do Sul.